# Elecciones estatales de Aguascalientes de 1989
Las elecciones estatales de Aguascalientes de 1989 se realizaron el domingo 1 de octubre de 1989 y en ellas se renovaron los siguientes cargos de elección popular del estado mexicano de Aguascalientes:
- 16 diputados del Congreso del Estado. 12 electos por mayoría relativa y 4 designados mediante representación proporcional para integrar la LIV Legislatura.
- 9 ayuntamientos. Compuestos por un presidente municipal y sus regidores, electos para un periodo de tres años.

## Resultados

### Congreso del Estado de Aguascalientes
|  | 64.69 % |

|  | 23.64 % |

|  | 3.53 % |

|  | 1.67 % |

|  | 1.40 % |

|  | 1.24 % |

|  | 3.79 % |

|  | 100 % |

### Ayuntamientos
|  | 67.67 % |

|  | 23.03 % |

|  | 3.76 % |

|  | 1.61 % |

|  | 1.16 % |

|  | 0.96 % |

|  | 98.23 % |

|  | 1.77 % |